# Edna Little
Edna Little (verh. Knock; * 29. Februar 1928 in Fredericton/New Brunswick) ist eine kanadische Chorleiterin und Musikpädagogin.

## Leben
Little studierte Pädagogik und Gesang an der McGill University und Klavier am Conservatoire de musique du Québec. Anschließend erwarb sie Zertifikate nach dem Orff-Schulwerk am Royal Conservatory of Music Toronto und nach der Kodály-Methode am Kodály Musical Training Institute der University of Maryland. Bis Ende der 1960er Jahre dirigierte sie Schul- und Kirchenchöre, leitete Musikprogramme der CBC für Grundschulen und war Mitglied des Montreal Bach Choir.
Von 1969 bis 1990 unterrichtete Little an der Musikschule und der pädagogischen Fakultät der Brandon University. Daneben war sie Musikdirektorin an der St. Matthews Church in Brandon. Für das Fernsehprogramm der CBC schrieb sie drei Serien von Lehrfilmen unter dem Titel Sight Skills. Außerdem verfasste sie Erinnerungen an ihren Bruder, den Organisten und Pianisten Carl Little.